# 传统医学
传统医学是指在现代医学之前在不同的文明社会发展起来的多种医疗知识体系。
世界卫生组织把传统医学定义为“利用基于植物、动物、矿物的药物、精神疗法、肢体技法和实践中的一种或者多种方式来进行治疗、诊断和防止疾病或者维持健康的医学。”
传统医学有多种，其中比较著名的有多个民族的草药医学、印度的寿命吠陀医学、希腊和阿拉伯的尤那尼医学、包括针灸等医疗手段在内的中医学体系内的多种东亚传统医学、南非的穆替医学、西非的依发医学等等。
传统医学是替代医学的一种，非洲、亚洲和拉丁美洲的一些国家利用传统医学代替现代医学来帮助实现对其人民的健保。在非洲，将近80%的人使用传统医学。在東亞國家，則有20%的人長期求助於中醫學以維持健康。

## 外部連結
- 维基共享资源上的相關多媒體資源：传统医学

template:Indigenous rights footer
template:Indigenous peoples by continent